# Warduji
Warduji, neveliki muslimanski narod na sjeveroistoku Afganistana uz rijeku Werdoge, zapadno od Ishkashima, provincija Badakhshan. Jezično su neklasificirani, a jezik im je možda perzijski ili pamirski dijalekt. Populacija iznosi oko 5,000 (1994.)

## Vanjske poveznice
- Warduji